# 実世界情報学科
実世界情報学科（じつせかいじょうほうがっか; Department of Real World Computing）は、情報科学部・情報工学部系の学科の一つ。
実世界で起きている様々な社会課題を情報技術（IT）を用いて解決する力を身につける学科である。具体的には、プログラミング・AI/IoTなどの情報科学技術の活用を基盤とし、ドローン・ロボットなどの先進的制御システム・デバイスを応用し解決を図るものである。一方、より社会科学（文系）に傾斜した学問領域を対象にし、データ分析に基づいた社会課題解決を図る学科には、データサイエンス学科（文理融合）なども存在する。
2025年4月に大阪工業大学が情報科学部内に日本初となる実世界情報学科を設置している。

## 概要
世界的な気候変動や新型コロナウイルス感染症の蔓延、さらに日本国内では人口減少や少子高齢化、経済成長の停滞など、国内外の社会課題は常に変化し、その数も増加の一途を辿っている。一方で、AI/IoTをはじめとするITの進化によって、ドローンや自動運転車といったイノベーションも次々と生まれている。実世界情報をあらゆる社会課題の解決に有効活用し、国際的SDGsへ貢献ならびに日本国内の再成長への貢献を目指す、そのような次世代の技術者（テクノロジーでの社会貢献者）の養成を目的に実世界情報学科が設立された。

## 実世界情報学科を置く大学
- 大阪工業大学情報科学部[1]

## 実世界情報学科に類する学科・コース等
- 東京大学大学院情報理工学系研究科実世界情報システムプロジェクト
- 東北大学電気通信研究所実世界コンピューティング研究室
- 九州大学工学部電気情報工学科実世界情報ロボティクス研究室
- 秋田県立大学情報工学科実世界情報学講座
- 芝浦工業大学システム理工学部機械制御システム学科実世界情報メカトロニクス研究室
- 立命館大学情報理工学部実世界情報コース
- 近畿大学情報学部実世界コンピューティングコース